# 廖惠
廖惠（？—1509年），明朝四川保宁人，正德年间四川起事领袖。
正德四年（1508年）十二月，廖惠与蓝廷瑞、鄢本恕等率领川东北群众起义。蓝廷瑞称“顺天王”，鄢本恕称“刮地王”，廖惠称“扫地王”，部众达到十万，设置了四十八总管，势力从四川扩展到陕西、湖广等地。蓝廷瑞与廖惠建议在保宁建立根据地，鄢本恕建议以汉中为根据地，再取郧阳，由荆襄东下。五年，廖惠率军攻克通江，杀死明朝参议黄瓒。朝廷派刑部尚书洪钟总督川、陕、湖广、河南四省军务，会合四川巡抚林俊镇压，在撤往龙滩河的战斗中被俘處死。